# Mea Culpa (Part II)
Mea Culpa (Part II) – drugi singel projektu Enigma, wydany w 1991 r. Singel pochodzi z tego samego albumu, co jego debiutancki poprzednik – Sadeness (Part I) – MCMXC a.D.. Autorami utworu są Michael Cretu i Fabrice Jean Roger Cuitad (ukrywający się pod pseudonimem David Fairstein).
"Mea Culpa (Part II)" jest śpiewany w języku francuskim i łacińskim, a jedna linijka jest po angielsku: "The time has come" (wersja albumowa). Wersja singlowa jest śpiewana w wersji Catholic w języku francuskim i łacińskim z udziałem gregoriańskiego chóru, a w wersji Orthodox w języku francuskim i łacińskim bez gregoriańskiego chóru.
We Francji singel osiągnął status Srebrnej Płyty, gdzie został sprzedany w nakładzie 125 tys. egzemplarzy. 

## Lista singli i wersje utworu na singlach

### Kompaktowy singel
1. "Mea Culpa (Part II)" (Orthodox version) (3:58)
2. "Mea Culpa (Part II)" (Catholic version) (3:54)

### Kompaktowy maksisingel
1. "Mea Culpa (Part II)" (Fading Shades Mix) (6:15)
2. "Mea Culpa (Part II)" (Orthodox Mix) (3:58)
3. "Mea Culpa (Part II)" (Catholic version) (3:54)

### 7-calowy singel
1. "Mea Culpa (Part II)" (Orthodox version) (3:58)
2. "Mea Culpa (Part II)" (Catholic version) (3:54)

### 12-calowy maksisingel
1. "Mea Culpa (Part II)" (Fading Shades Mix) (6:15)
2. "Mea Culpa (Part II)" (Orthodox mix) (3:58)
3. "Mea Culpa (Part II)" (Catholic version) (3:54)
4. "Mea Culpa (Part II)" (LP version) (5:05)
5. "Communion: O sacrum convivium) (4:42)

## Notowania
| Lista (1991)                                    | Najwyższa pozycja |
| ----------------------------------------------- | ----------------- |
| Australia (ARIA)                                | 55                |
| Austria (Ö3 Austria Top 40)                     | 21                |
| Belgia (Flandria) (Ultratop 50 Singles)         | 9                 |
| Canada Top Singles (RPM)                        | 59                |
| Francja (Top 200 Singles)                       | 4                 |
| Niemcy (Top 100 Singles)                        | 7                 |
| Irlandia (IRMA)                                 | 20                |
| Włochy (FIMI)                                   | 7                 |
| Holandia (Single Top 100)                       | 16                |
| Nowa Zelandia (Top 40 Singles)                  | 34                |
| Hiszpania (AFYVE)                               | 7                 |
| Szwecja (Top 60 Singles)                        | 20                |
| Szwajcaria (Singles Top 100)                    | 10                |
| UK Singles (Official Charts Company)            | 55                |
| US Billboard Hot Dance Music/Club Play          | 7                 |
| US Billboard Hot Dance Music/Maxi-Singles Sales | 19                |